# أدوار اجتماعية محددة لكل نوع في الطفولة
الأدوار الاجتماعية المحددة لكل نوع هي صور نمطية قائمة على أساس ثقافي، ما يخلق توقعات حول السلوك الملائم للذكور مقابل الإناث. يظهر فهم هذه الأدوار بشكل واضح لدى الأطفال حتى الذين تقل أعمارهم عن أربع سنوات، وهو بالغ الأهمية بالنسبة لتطورهم الاجتماعي. تتأثر الأدوار الاجتماعية المحددة لكل نوع بوسائل الإعلام والأسرة والبيئة المحيطة والمجتمع. يؤثر فهم الطفل لهذه الأدوار على كيفية تفاعله اجتماعيًا مع أقرانه وتشكيله للعلاقات. يتمتع الكثير من الأطفال بهوية جندرية راسخة وواضحة في حين يعاني البعض من الارتباك حيالها. إضافةً إلى التطور البيولوجي، يتطور الأطفال ضمن مجموعة من المعايير الاجتماعية والسلوكية الخاصة بالنوع الجندري، والمتجذرة ضمن بنية الأسرة وأنماط اللعب الطبيعية والصداقات الحميمة. تلعب الأدوار الاجتماعية المحددة لكل نوع في الطفولة دورًا كبيراَ في تشكيل مفهوم الذات لدى الفرد وعلى الطريقة التي يُنشئ فيها علاقاته المستقبلية في ما بعد.

## التأثيرات الوالدية
التوقعات لحياة الأطفال كبالغين في المستقبل مثل النجاح المالي أو تقديم الرعاية، من شأنها أن تقود الوالدين إلى تشجيع بعض السلوكيات لدى الطفل. مع ذلك فإن معظم سلوكيات الوالدين تجاه الطفل غير متأثرة بنوعه الاجتماعي بما في ذلك التحدث إليه أو اللعب معه أو تعليمه أو العناية به.
من الممكن أن تؤثر ديناميات الأسرة بشكل خاص على تخصص النوع الاجتماعي. من المرجح أن يعبر آباء الأبناء الذكور عن وجهات نظر محافظة حيال الأدوار الاجتماعية مقارنةً بآباء الإناث، مع تعزيزهم للدور الأبوي المعيل للذكور. يمكن ملاحظة توقعات الوالدين حيال الأدوار الاجتماعية للأطفال بشكل خاص في الأدوار التي يلعبها الأطفال في الأعمال المنزلية. تقوم الإناث بأعمال منزلية أكثر من الذكور إجمالًا، وإن نوع الأعمال المنزلية المخصصة للأطفال يعتمد إلى حدٍ كبير على نوعهم الاجتماعي. وبالتالي فإن ديناميات الأعمال المنزلية تزيد من التوقعات حيال الدور الاجتماعي للأطفال.
ترتبط تفضيلات الأطفال المتعلقة بنوع ألعابهم بشكل كبير بالتنميط الجنسي الأبوي، إذ تفضل الإناث اللعب بالدمى ويشترك الذكور في الألعاب الرياضية. في حين أن كلًا من الآباء والأمهات يعززون الأدوار الاجتماعية التقليدية لدى الأطفال، إلا أن الآباء يقومون بذلك بدرجة أكبر من الأمهات إذ يختار الآباء الأنشطة التي يعتقدون أن أطفالهم سيستمتعون بها ويقدرونها. عن طريق اختيار أنشطة أطفالهم. يؤثر الآباء بشكل مباشر على وجهات نظرهم حيال دورهم الاجتماعي وتفضيلاتهم ويصيغون توقعاتهم.

## أنماط اللعب
تبدو الأدوار الاجتماعية واضحة لدى الأطفال في سن الطفولة المبكرة من خلال أنماط لعبهم. تم تجاهل دور هذه الاختلافات في أنماط اللعب بين الذكور والإناث في الدراسات حتى عام 1993، ولكن الأبحاث الحديثة سلطت الضوء عليها.
يعالج هاردي وآخرون (2009) الاختلافات بين الذكور والإناث في مرحلة ما قبل المدرسة من خلال تطور حركاتهم الأساسية. تعد هذه الفترة الزمنية مهمة بشكل خاص لأنه إذا لم تتطور مهارات الحركة الأساسية لدى الطفل بشكل صحيح، فسيتأثر نموه في المستقبل بشكل كبير. جُمع في هذه الدراسة 425 طفل في سن ما قبل المدرسة وطُلب منهم أداء مهارات حركية أساسية كالتحريك أو التحكم في الأشياء. بعد فحص الأطفال خلال تأديتهم لهذه الحركات، وجد الباحثون أن الإناث قبل سن المدرسة أفضل بشكل عام في الحركات التحريكية، في حين كان الذكور أفضل في السيطرة على الأشياء. تؤكد هذه النتائج على الحاجة إلى برنامج ذو مستوى أعلى يستطيع فيه الذكور والإناث العمل معًا، ودمج مهاراتهم بهدف تحقيق تطور أفضل في مهاراتهم مستقبلًا.
واحدة من أولى علامات الفروق الجندرية في أنماط اللعب هي ظهور المجموعات المقسمة بحسب الجندر وتفضيلات الألعاب. يميل الصبيان لأن يكونوا أكثر «خشونة وحدّة» في لعبهم، في حين تخجل الفتيات وتنفر من هذا السلوك العدواني، ما يؤدي إلى تشكيل مجموعتي لعب منفصلتين. بالإضافة إلى ذلك، يميل الصبيان إلى الألعاب مثل الشاحنات في حين تنجذب الفتيات بشكل أكبر تجاه الدمى ولكن هذه التفضيلات ليست مطلقة. أظهرت دراسة أجريت من قبل ألكسندر ووودس أن الفتيات الرّضع ينجذبن بصريًا إلى الدمى بشكل أكبر من الشاحنات، في حين يحصل العكس لدى الرّضع الذكور، ولكن هذه الفروقات إجمالًا كانت أكثر وضوحًا لدى الإناث مقارنة بالذكور. تقترح هذه الدراسة أن التفضيلات الذكورية أو الأنثوية في الألعاب تسبق أية اختلافات جنسية في المعالم الإدراكية لهذه الألعاب، ما يؤدي إلى الافتراض بأن تفضيلات الألعاب القائمة على النوع الجندري فطرية.
واحدة من أكثر النظريات التي تفرض نفسها في ما يتعلق بالاختلافات الجندرية المحددة بيولوجيًا، هي فكرة أن التفضيلات الذكورية والتفضيلات الأنثوية للألعاب متعلقة بالتفاوتات في المعالجة البصرية بينهم. يقوم الافتراض الرئيسي على فكرة أن الذكور والإناث متخصصون بشكل غريزي في بعض أشكال الإدراك: إدراك الحركة، وإدراك الشكل، واللون على التوالي. يقترح ألكسندر 2003 أن الاختلافات الجنسية الموروثة المبنية على تصنيفات الإدراك تشجع الأطفال على البحث عمّن يشابههم في أسلوب اللعب، وهذا يهيئهم لأدوارهم الجندرية والاجتماعية اللاحقة.

## الصداقات
يمكن أيضًا ملاحظة الأدوار الاجتماعية المحددة لكل نوع من خلال الصداقات والتفاعل بين الأقران في سن مبكرة. وجدت الدراسات أن الذكور والإناث يتفاعلون مع الأقران من نفس الجنس بشكل أكبر من الأقران من الجنس المقابل. إذ وجدت إحدى هذه الدراسات أن الذكور في مرحلة الطفولة المبكرة (الأطفال الذين تتراوح أعمارهم بين 3-5 سنوات) ينسجمون مع أقرانهم من نفس الجنس أكثر من انسجام الفتيات مع قريناتهن من نفس الجنس، ويقضي الذكور أيضًا وقتًا أطول مع أقرانهم ويزورونهم أكثر.
تُسفر الدراسات التي أجريت على أطفال في سن ما قبل المدرسة عن آثار كبيرة مُظهرة أن الذكور يشكلون شبكات اجتماعية أكثر تكاملًا من الإناث، إذ إن رفاق اللعب أو أصدقاء المدرسة يكونون رفاق لعب وأصدقاء بين بعضهم البعض في الأساس. وبالمثل، وجدت دراسة أخرى محددة تبحث في أنماط الصداقة لدى الشباب، في المرحلة المتوسطة من الطفولة وبدايات المراهقة في المخيم الصيفي، تأثيرًا كبيرًا لكثافة الشبكة الاجتماعية لصالح الأولاد الذكور في نهاية المخيم الصيفي، ما يقترح مع الوقت أن أصدقاء الذكور أكثر احتمالًا لأن يشكلوا صداقات بين بعضهم البعض.

## الهوية الجندرية
من المعتاد أن يكون للأطفال هوية جندرية تطابق جنسهم البيولوجي، لكن ليس دائمًا. يمكن للأطفال إظهار الجندر بطريقة لا تتوافق مع التوقعات المجتمعية للجندر المحدد عند الولادة، والتي تُصنف أحيانًا على أنها اضطراب في الهوية الجندرية أو خلل في النوع الاجتماعي.
في حين أن بعض الأطفال في سن ما قبل المدرسة يعانون من اضطراب الهوية الجندرية أو خلل النوع الاجتماعي، لأن الآخرين ببساطة يعبرون عن سلوك غير متوافق مع هويتهم الجندرية، أو جنسهم البيولوجي، مع الحفاظ على جنسهم المعين. في حين يحدث التصالح مع الذات لكن بعضهم الآخر يبقى في هذه الحالة من الخلل في الهوية الجندرية.

## الآثار الجندرية
تغدو الآثار الاجتماعية لفرض أدوار الجنسين على الأطفال واضحة في وقت مبكر جدًا من الحياة، وعادة ما ترافق الأطفال خلال فترة نموهم، ويمكن ملاحظتها بشكل كبير عندما يتفاعلون مع الأفراد من نفس فئتهم العمرية.